# Emma Meesseman
Emma Meesseman (* 13. Mai 1993 in Ypern) ist eine belgische Basketballspielerin.

## Karriere
Von 2012 bis 2014 spielte Meesseman für den französischen Verein ESB Villeneuve-d’Ascq. Beim WNBA-Draftverfahren 2013 wurde sie an 19. Stelle von den Washington Mystics ausgewählt, für die sie von 2013 bis 2020 in der WNBA spielte. In der Saison 2019 gewann Meesseman mit den Washington Mystics die WNBA-Meisterschaft und wurde dabei als wertvollste Spielerin der Finalserie mit dem WNBA Finals MVP Award ausgezeichnet. In der Saison 2022 stand Meesseman für eine weitere WNBA-Saison im Kader von Chicago Sky.
Außerhalb des WNBA-Betriebes spielt Meesseman für europäische Vereine. Von 2014 bis 2016 stand sie bei Spartak Moskau unter Vertrag. Von 2016 bis 2022 spielte sie an der Seite von Brittney Griner für den russischen Verein UGMK Jekaterinburg, mit dem sie sechsmal russische Meisterin wurde und viermal die EuroLeague Women gewann. Nach dem russischen Überfall auf die Ukraine am 24. Februar 2022 beendete Meesseman ihren Vertrag mit UGMK und wechselte zum türkischen Verein Fenerbahçe İstanbul. Im April 2023 gewann sie mit Fenerbahçe die EuroLeague. Das war Meessemans fünfter Erfolg im höchstklassigen europäischen Vereinswettbewerb.

## Nationalmannschaft
Bei den Olympischen Sommerspielen 2020 in Tokio, die bedingt durch die COVID-19-Pandemie erst im Juli und August 2021 stattfanden, stand Meesseman im Kader der belgischen Basketballnationalmannschaft der Damen. 2023 wurde sie mit Belgien Europameisterin, Meesseman wurde als beste Spielerin des Turniers ausgezeichnet. 2025 folgte der zweite EM-Titel, erneut erhielt Meesseman die Auszeichnung als beste Spielerin.

## Auszeichnungen
- 2011: FIBA Europe Player of the Year Award (U22 Frauen)
- 2015: WNBA All-Star
- 2019: WNBA Finals MVP Award
- 2020: Belgische Sportlerin des Jahres
- 2022: WNBA All-Star
- 2023, 2024, 2025: Spielerin des Jahres der EuroLeague Women[4]
- 2023, 2025: Beste Spielerin der Europameisterschaft